# Orient (Washington)
Orient es un área no incorporada ubicada en el condado de Ferry en el estado estadounidense de Washington.

## Geografía
Orient se encuentra ubicado en las coordenadas 48°51′58″N 118°12′10″O / 48.86611, -118.20278.